# David Bates (calciatore)
David Bates (Kirkcaldy, 5 ottobre 1996) è un calciatore scozzese, difensore dello Standard Liegi.

## Caratteristiche tecniche
È un difensore centrale che imposta da dietro, forte nei duelli aerei; soffre gli avversari veloci in quanto non dotato di una buona velocità nei primi passi.

## Carriera

### Club
Cresciuto nelle giovanili del Raith Rovers, ha esordito fra i professionisti il 17 marzo 2015 con la maglia dell'East Stirlingshire in occasione dell'incontro di terza divisione vinto 2-1 contro l'Elgin City.

### Nazionale
Il 6 settembre 2018 ha esordito con la nazionale Under-21 scozzese disputando il match di qualificazione per gli Europei Under-21 2019 vinto 3-0 contro Andorra.
Tra il 2018 ed il 2019 ha giocato complessivamente 4 partite con la nazionale maggiore scozzese.

## Palmarès

### Club

#### Competizioni nazionali
- Scottish Challenge Cup: 1

Raith Rovers: 2013-2014